# Baarle-Nassau
Baarle-Nassau (kiejtéseⓘ) alapfokú önkormányzatú közigazgatási egység, azaz község Észak-Brabant tartományban, Hollandia déli részén.

## Fekvése

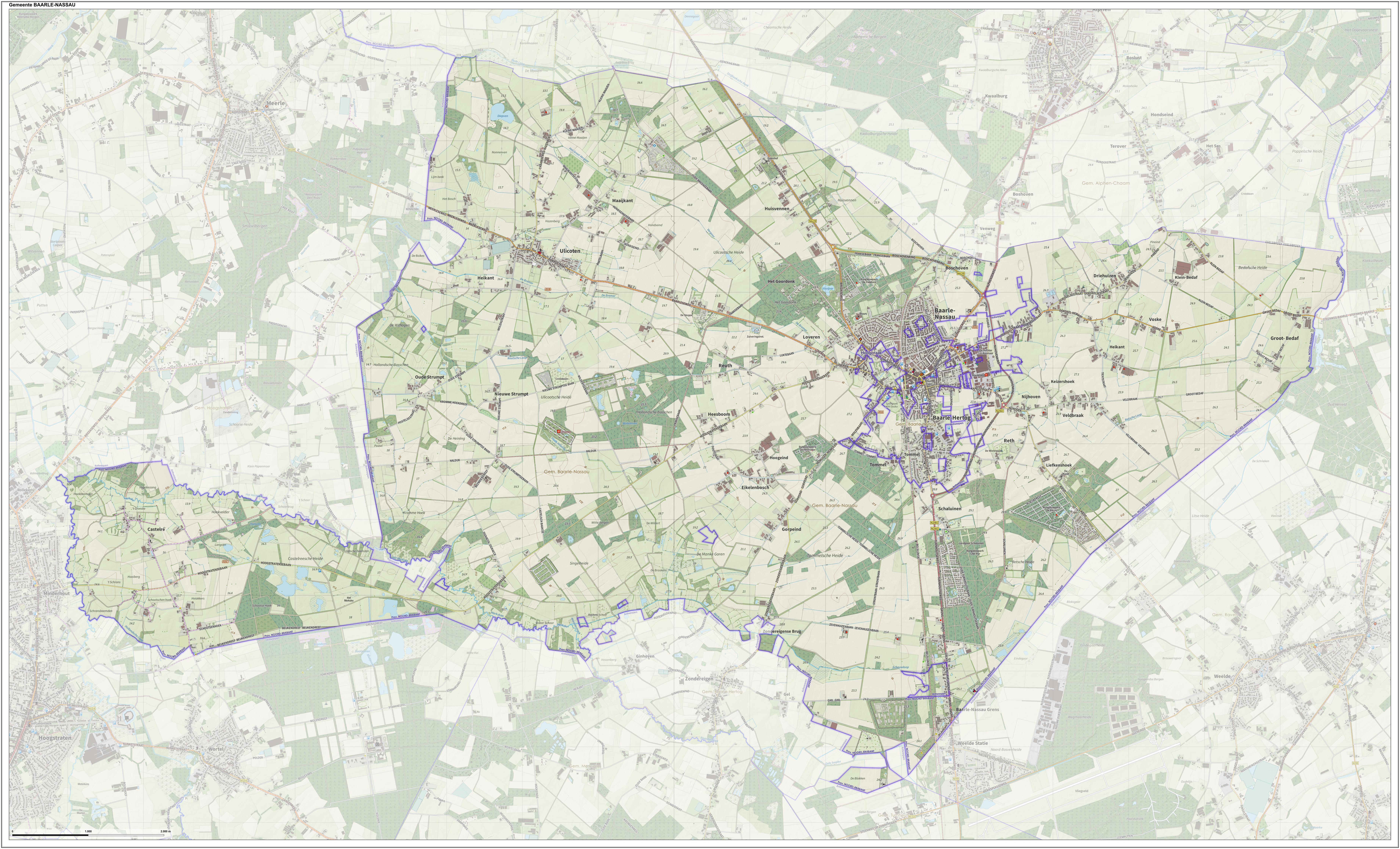
Baarle-Nassau térképe

Szoros kapcsolatban áll, bonyolult határvonalakkal a belga Baarle-Hertog exklávékkal. Baarle-Hertog 26 különálló földdarabból áll. A legnagyobb (Zondereigen nevű) darabtól eltekintve, mely a belga Merksplas várostól északra fekszik, 22 belga exklávé van Hollandiában és 3 másik, amelyek a holland-belga határon fekszenek. A belga exklávékon belül található hét holland exklávé is. Közülük hat a legnagyobban, míg a hetedik a második legnagyobb belga exklávén belül található. Van egy nyolcadik holland exklávé is Zondereigenben. Az enklávék közül a legkisebb, a H22, mindössze 2632 négyzetméter területű.
A bonyolult határ az ugyanennyire komplikált Breda urai és Brabant hercegei közti középkori szerződések, egyezségek, földcserék illetve eladások  eredményei. Általánosságban, a főként mezőgazdasági vagy épített környékek Brabant részei lettek, míg a többi terület Bredára szállt. Ezeket a megosztásokat ratifikálták és tisztázták az 1843-as Maastricht szerződésben lefektetett határegyezségben.

A Belgium és Hollandia közti határ Baarle-Nassaunál

## Lakossági központok
- Baarle-Nassau (lakosság: 5330)
- Ulicoten (1110)
- Castelré (140)